# Barón al rojo vivo
Albums de Barón Rojo
Metalmorfosis
(1983) En un lugar de la marcha
(1986)
Barón al rojo vivo est le premier album live du groupe de Heavy metal espagnol Barón Rojo sorti en 1984 et produit par Chris Tsangarides. Il a été enregistré au Palacio de los Deportes de Madrid en février 1984, lors de deux concerts consecutif publiés en 1984 dans cet album, et en 1986 dans Siempre estáis allí.
Ils ont joué à cette occasion cinq nouveaux morceaux. L'instrumental Buenos Aires et quatre chansons composées par un membre du groupe : Mensajeros de la destrucción (Carlos de Castro), Atacó el hombre blanco (Armando de Castro), Campo de Concentración (José Luis Campuzano) et El mundo puede ser diferente (seul morceau du groupe pour lequel Hermes Calabria est l'auteur principal).
Le solo de guitare de Armando de Castro se termine par un clin d'œil au classique Whole Lotta Love de Led Zeppelin traduit par Muchísimo amor. Il inclut également une version de Czardas de Vittorio Monti, qui est un classique de la musique tzigane hongroise.
Les concerts ont été filmés íntegralement, mais on suppose qu'ils ont été détruits car seuls des extraits ont été publiés. L'un d'eux est Barón Rojo que l'on voit dans le DVD El rock de nuestra transición.

## Musiciens du groupe
- Armando De Castro : guitares, chœurs, chant sur Atacó el hombre blanco.
- Carlos De Castro : guitares, chœurs, chant sur Incomunicación, El mundo puede ser diferente, Las flores del mal, Atacó el hombre blanco et Tierra de vándalos.
- Jose-Luis "Sherpa" Campuzano : basse, chœurs, chant sur Barón Rojo, Campo de concentración, Concierto para ellos, Los rockeros van al infierno, Resistiré y Con botas sucias.
- Hermes Calabria : batterie.

## Liste des titres
CD1
1. Barón Rojo (José Luis Campuzano, Carolina Cortés)
2. Incomunicación (Armando de Castro, Carlos de Castro)
3. Campo de concentración (José Luis Campuzano, Carolina Cortés)
4. El mundo puede ser diferente (Hermes Calabria)
5. Las flores del mal (Carlos de Castro)
6. Concierto para ellos (José Luis Campuzano, Carolina Cortés, Armando de Castro)
7. Mensajeros de la destrucción (Carlos de Castro)
8. Atacó el hombre blanco (Armando de Castro)

CD2
1. Tierra de vándalos (Armando de Castro, Carlos de Castro)
2. Solo de guitarra (Armando de Castro)
3. Muchísimo amor (Jimmy Page, Robert Plant, John Paul Jones, John Bonham, Willie Dixon)
4. Czardas (Vittorio Monti)
5. Los Rockeros van al Infierno (José Luis Campuzano, Carolina Cortés)
6. Buenos Aires (José Luis Campuzano, Armando de Castro)
7. Solo de batería (Hermes Calabria)
8. Resistiré (José Luiz Campuzano, Carolina Cortés, Armando de Castro, Carlos de Castro)
9. Con botas sucias (Armando de Castro)